# 鍾志道
鍾志道，浙江山阴人，明朝初期政治人物、進士出身。
洪武十八年，登進士，授監察御史。